# Enzo Bearzot
Enzo Bearzot (ur. 26 września 1927 w Aiello del Friuli, zm. 21 grudnia 2010 w Mediolanie) – włoski piłkarz, a także trener, który doprowadził Włochów do tytułu mistrzowskiego w 1982.

## Kariera piłkarska
Grał jako obrońca, ale nie zrobił wielkiej kariery. Karierę zawodniczą rozpoczął w klubie AC Prato. Grał także dla Interu, Calcio Catania i Torino FC.

## Kariera trenerska
Karierę trenerską rozpoczął jako asystent Nereo Rocco a później Giovan Battista Fabbri w Torino FC. Samodzielnie pracował w AC Prato. Szybko jednak zaczął pracować dla Włoskiej Federacji Piłkarskiej. Najpierw pracował jako trener drużyny do lat 23. Później był asystentem Ferruccio Valcareggi na MŚ w 1974 oraz jego następcy Fulvio Bernardiniego. W 1977 został selekcjonerem reprezentacji z którą w 1978 zdobył czwarte miejsce na mundialu.
W 1982 po słabym początku na mundialu, Bearzot zarządził ciszę prasową. Efekt był oszałamiający, ponieważ w następnych meczach Włosi pokonali Argentynę, Brazylię, w półfinale Polskę, a w finale RFN. Był to pierwszy tytuł mistrzowski dla Włoch od 1938.
Był też trenerem Włoch w trakcie eliminacji do ME 1984, do których się nie zakwalifikowali, oraz na mundialu w 1986, gdzie Włochy odpadły w drugiej rundzie. Po mistrzostwach, Bearzot podał się do dymisji. Nie pracował aż do 2002 kiedy został dyrektorem technicznym federacji piłkarskiej. Funkcję tę pełnił do 2005.